# David Deutsch
David Deutsch (Haifa, 18 de maio 1953) é um físico israelense da Universidade de Oxford. É pioneiro no campo dos computadores quânticos e um proponente da "Interpretação de muitos mundos" da mecânica quântica.
Em seu livro A Essência da Realidade (The Fabric of Reality, em inglês), esta interpretação, ou o que ele chama a hipótese multiverso, é uma das quatro correntes da teoria de tudo, as outras sendo a epistemologia e filosofia da ciência de Karl Popper, o refinamento da teoria evolucionista darwiniana de Richard Dawkins, e a teoria da computabilidade de Alan Turing especialmente como a ideia de Deutsch desenvolveu de um computador quântico universal. Sua teoria de tudo é emergentista em vez de reducionista. Ela não aponta para a redução de tudo para partículas físicas, mas ao contrário para um auxílio mútuo entre multiverso, computabilidade, epistemologia e princípios evolutivos.
Politicamente, Deutsch é conhecido por ser simpatizante do libertarianismo, e foi um dos fundadores do movimento Taking Children Seriously.

## Prêmios
Foi agraciado com a Medalha Dirac do Instituto de Física em 1998, e com o Prêmio Edge of Computation Science em 2005. Em 2017, ele recebeu a Medalha Dirac do ITCP juntamente com Charles H. Bennett e Peter D. Shor. Recebeu o Prêmio Micius Quantum de 2018 e a Medalha Isaac Newton do Institute of Physics do Reino Unido em 2021.
Em 22 de setembro de 2022, ele foi um dos quatro ganhadores do prêmio Breakthrough em Física fundamental.

## Publicações populares
- The Fabric of Reality, ISBN 0140146903
- The Beginning of Infinity